# 딤미튜드
딤미튜드(Dhimmitude)는 아랍어: Dhimmi 딤미[*]에서 유래한 단어로서 프랑스어에서 차용돼 영어로 굳어진 단어다. 의미는 "보호가 필요한" 정도로 해석될 수 있는데 접미사 -tude가 붙어 생선된 말이다. 아랍어 명사인 dhimma와는 다른 의미를 지니고 있는데 대개 관련된 의미로는 이슬람 세력에 대한 이권을 제공하고 항복하며 비위를 맞추는 태도를 일컫는다. 역사적으로도 현대 사회에서도 그 적용 범위는 상당히 넓다고 볼 수 있는데 딤미로 존재하는 국민의 지위를 나타내기도 한다.
| “ | 레바논이 우리의 땅이며 기독교인의 고향으로도 남을 것이다.... 우리는 계속적으로 우리의 전통과 의식, 신념을 유지하길 원한다.... 그러므로 어떠한 딤미튜드도 용납할 수 없다. | ” |
|   | — 바치르 게마엘, 1982년 9월 14일 연설 |   |

딤미튜드라는 용어는 1982년 레바논의 군인 지도자인 바치르 게마엘이 레바논 전역에 살던 소수 기독교인을 지배하기 위해 무슬림 지도력을 발휘하고자 시도하면서 만들어낸 용어이다.
딤미튜드라는 본질적인 개념은 작가인 밧 예올(Bat Ye'or)에 의해 도입됐으며 그녀는 이탈리아 잡지에 1983년 프랑스어로 한 기사를 기고했다. 1985년 이미 제임스 비클러 교수가 저널에 발표하면서 이 용어가 영어권에 등장했는데 그는 밧의 저술과 기록에 대해 극찬하면서 그녀의 개념에 대한 정의와 개진이 딤미튜드의 개념을 구체화한 것이라고 말했다. 그녀는 이어 딤미튜드에 대해 대중적인 개념을 더욱 넓혀갔다. 2003년에는 Islam and Dhimmitude: Where Civilizations Collide라는 책을 발표하면서 딤미에 대한 서술을 더욱 구체화하기에 이른다.

## 같이 보기
- 딤미